# Honda NTV 650 Revere
Honda NTV 650 Revere je silniční cestovní motocykl firmy Honda, vyráběný v letech 1988–1998. 
Honda Revere je lehce ovladatelný motocykl kategorie naked bike. Jeho výhodou pro cestovatele je bezúdržbový sekundární převod kardanem. Nástupcem je Honda NT-700V Deauville s kapotáží a integrovanými kufry. Zajímavostí je letmo uložené zadní kolo. Motor byl v pozměněných objemech montován i do modelů Honda VT 600C Shadow, Honda XL 600V Transalp a Honda XR 650V Africa Twin. Výhodou je servisní interval výměny oleje 12 tisíc km, bezúdržbový kardan, nízká spotřeba paliva a pomalé opotřebení brzdových destiček, naopak nevýhodou poměrně rychlé sjíždění zadní pneumatiky. Konkurenci pro tento model představuje Suzuki VX 800.

## Technické parametry pro modelový rok 1988
- Motor: Čtyřdobý dvouválec do V
- Zdvihový objem: 647 cm³
- Ventilový rozvod: OHC 3 ventily na válec
- Vrtání × zdvih: 79 × 66 mm
- Výkon při otáčkách: 43,8 kW (60 k) při 7500 ot./min
- Točivý moment: 55 Nm
- Kompresní poměr: 9,2:1
- Chlazení: kapalina
- Počet rychlostí: 5
- Sekundární převod: kardan
- Rám: dvojitý ocelový páteřový
- Brzdy vpředu: 1 kotouč
- Brzdy vzadu: 1 kotouč
- Pneu vpředu: 110/80 ZR 17
- Pneu vzadu: 150/70 ZR 17
- Výška sedla: 780 mm
- Pohotovostní hmotnost: 208 kg
- Objem nádrže: 19 l
- Maximální rychlost: 180 km/h